# Mars Exploration Rover
Mars Exploration Rover ali MER je tekoča robotska vesoljska odprava raziskovanja Marsa. Začela se je leta 2003, ko so na Mars poslali dve vozili - Spirit in Opportunity. Na planet so ju poslali z namenom raziskati Marsovo površje in geologijo.
Glavni cilj odprave je iskanje večjih skal in soli, ki bi lahko kaj povedali o preteklosti tekoče vode na Marsu. Odprava je del Nasinega načrta za raziskovanje Marsa, kar vključuje tri prejšnje uspešne sonde, ki so pristale na Marsu: dva Vikinga leta 1976 in pa sonda Pathfinder v letu 1997.
Julija 2007 je peščena nevihta na Marsu nanesla pesek na sončne celice, ki so edini vir energije, ki ohranja vozili delujoči.
Skupna cena izgradnje, izstrelitve, pristanka in dela teh dveh vozil je 820 milijonov $. Cilj vozil je bil preživeti na Marsu 90 dni, vendar pa oba še po petih letih delujeta brez večjih okvar.